# 1259
- Wikisource

| Calendário gregoriano                                                        | 1259 MCCLIX                                          |
| Ab urbe condita                                                              | 2012                                                 |
| Calendário arménio                                                           | 708 – 709                                            |
| Calendário bahá'í                                                            | -585 – -584                                          |
| Calendário budista                                                           | 1803                                                 |
| Calendário chinês                                                            | 3955 – 3956 Início a 26 de janeiro (aproximadamente) |
| Calendário copta                                                             | 975 – 976                                            |
| Calendário etíope                                                            | 1251 – 1252                                          |
| Calendários hindus - Vikram Samvat - Calendário nacional indiano - Cáli Iuga | 1314 – 1315 1180 – 1181 4359 – 4360                  |
| Calendário Holoceno                                                          | 11259                                                |
| Calendário islâmico                                                          | 657 – 658                                            |
| Calendário judaico                                                           | 5019 – 5020                                          |
| Calendário persa                                                             | 637 – 638                                            |
| Calendário rúnico                                                            | 1509                                                 |
| Calendário solar tailandês                                                   | 1802                                                 |

1259 (MCCLIX, na numeração romana) foi um ano comum do século XIII do Calendário Juliano, da Era de Cristo, e a sua letra dominical foi E (52 semanas), teve início a uma quarta-feira, terminou também a uma quarta-feira.
No reino de Portugal estava em vigor a Era de César que já contava 1297 anos.
| Ano completo                        |
| ----------------------------------- |
| Ano comum com início à quarta-feira |

## Eventos
- 1 de Janeiro — Miguel VIII Paleólogo é proclamado coimperador do Império de Niceia.
- Os reis de Inglaterra reconhecem a perda do Ducado da Normandia e a sua anexação ao reino de França. Henrique III de Inglaterra deixa de ter o título nominal de Duque da Normandia.
- Miguel VIII Paleólogo restaura o Império Bizantino em Constantinopla.
- Nogai e Burundai, após vencerem Daniel da Rutênia, lideram o segundo ataque mongol contra a Lituânia e Polônia. Dentre as cidades pilhadas pelos invasores estão Lublin, Sandomierz, Zawichost, Sieradz, Cracóvia e Bytom.

## Nascimentos
- Branca, infanta de Portugal, filha de Afonso III de Portugal e de Urraca de Castela.
- Nijō Michinaga (n. 1234)

## Mortes
- Mangu Cã, grão-cã do Império Mongol.